# Тирім
Тирім (грец. Τυρίμμας) — міфічний цар Македонії.
Згідно з «Хроніками» Євсевія Кесарійського, Тирім — онук засновника Македонського царства Карана, що правив 43 роки.
Більшість дослідників з високим ступенем впевненості відкидає історичність персонажу, вважаючи, що Тирім став ланкою у генеалогії династії Аргеадів не раніше 4 століття до н. е. Грецький письменник 3 століття до н. е. Сатир згадує Тиріма як батька Пердікки І, який визнаний достовірним першим правителем Македонії.
Існує версія, що міфічні персонажі Тирім та Темен тотожні.